# Seabourn Cruise Line
Seabourn Cruise Line  è una compagnia di crociere statunitense attiva nel settore delle crociere di ultra-lusso con sede a Seattle, Washington. Opera in tutto il mondo, dalle brevi crociere ai Caraibi di sette giorni alle esotiche crociere di oltre 100 giorni in tutto il mondo. È di proprietà di Carnival Corporation & plc.

## Storia
Fondata nel 1986 da un consorzio di investitori norvegesi guidati dall'industriale Atle Brynestad con il nome Signet Cruise Lines, ma poco dopo ha adottato il nome Seabourn Cruise Line dopo le obiezioni di Signet Oil sulla proprietà del marchio. La sua prima nave, Seabourn Pride, entrò in servizio nel 1988, seguita da una sorella identica, Seabourn Spirit, nel 1989. Una terza nave, originariamente progettata per il 1990, fu ritardata a causa dei vincoli finanziari degli investitori e fu infine acquistata dalla Royal Viking Line in 1992 come Royal Viking Queen.
Nel 1991, Carnival Corporation ha acquistato una partecipazione del 25% in Seabourn. Carnival Corporation ha aumentato la sua partecipazione al 50% nel 1996, fornendo alla società un capitale sufficiente per acquistare la Queen Odyssey, che fu poi ribattezzata Seabourn Legend.
Nel 1998, in collaborazione con un consorzio di uomini d'affari norvegesi, Carnival ha acquistato la restante quota del 50% in Seabourn, nonché l'acquisizione della venerabile Cunard Line da Kvaerner ASA, e ha unito i due marchi in un'entità chiamata Cunard Line. Nel 1999, tre navi Cunard: Sea Goddess I, Sea Goddess II  e Royal Viking Sun sono stati trasferiti nella flotta Seabourn come Seabourn Goddess I, Seabourn Goddess II e Seabourn Sun.
Nel 2001, Carnival acquistò le restanti azioni norvegesi e la società madre di Seabourn divenne una consociata interamente controllata di Carnival. Quell'estate, Seabourn Goddess I e Seabourn Goddess II furono vendute al fondatore originale di Seabourn, Atle Brynestad, al fine di aprire la propria compagnia di crociera Sea Dream Yacht Club. Nel 2002, Seabourn Sun è stata trasferita alla Holland America Line di proprietà di Carnival, riducendo la flotta Seabourn alle sue tre navi gemelle originali, e la compagnia è stata scissa da Cunard Line e riorganizzata come marchio operativo autonomo di Carnival Corporation & plc.
Il 31 marzo 2011, Seabourn trasferì le operazioni da Miami, in Florida, ai quartieri di Holland America Line a Seattle, Washington.
Nel 2014 la Seabourn Pride ha lasciato la flotta e e fu venduta  a Windstar Cruises come Star Pride.
Nel 2015, Seabourn Spirit e Seabourn Legend hanno lasciato la flotta e sono stati venduti a Windstar Cruises come Star Breeze e Star Legend.
Il 16 marzo 2023 Seabourn ha annunciato la vendita di Seabourn Odyssey  a Mitsui OSK Lines, Ltd. (MOL). La nave è stata consegnata ai nuovi proprietari a settembre del 2024.
Il 4 marzo 2025 Seabourn ha annunciato la vendita di Seabourn  Sojourn a Mitsui OSK Lines, Ltd. (MOL). La nave verrà  consegnata ai nuovi proprietari a giugno del 2026.

## Destinazioni
La compagnia opera in tutto il mondo, da brevi crociere di sette giorni (Caraibi), ad esotiche crociere di 100 e più giorni attorno al mondo.

## Flotta

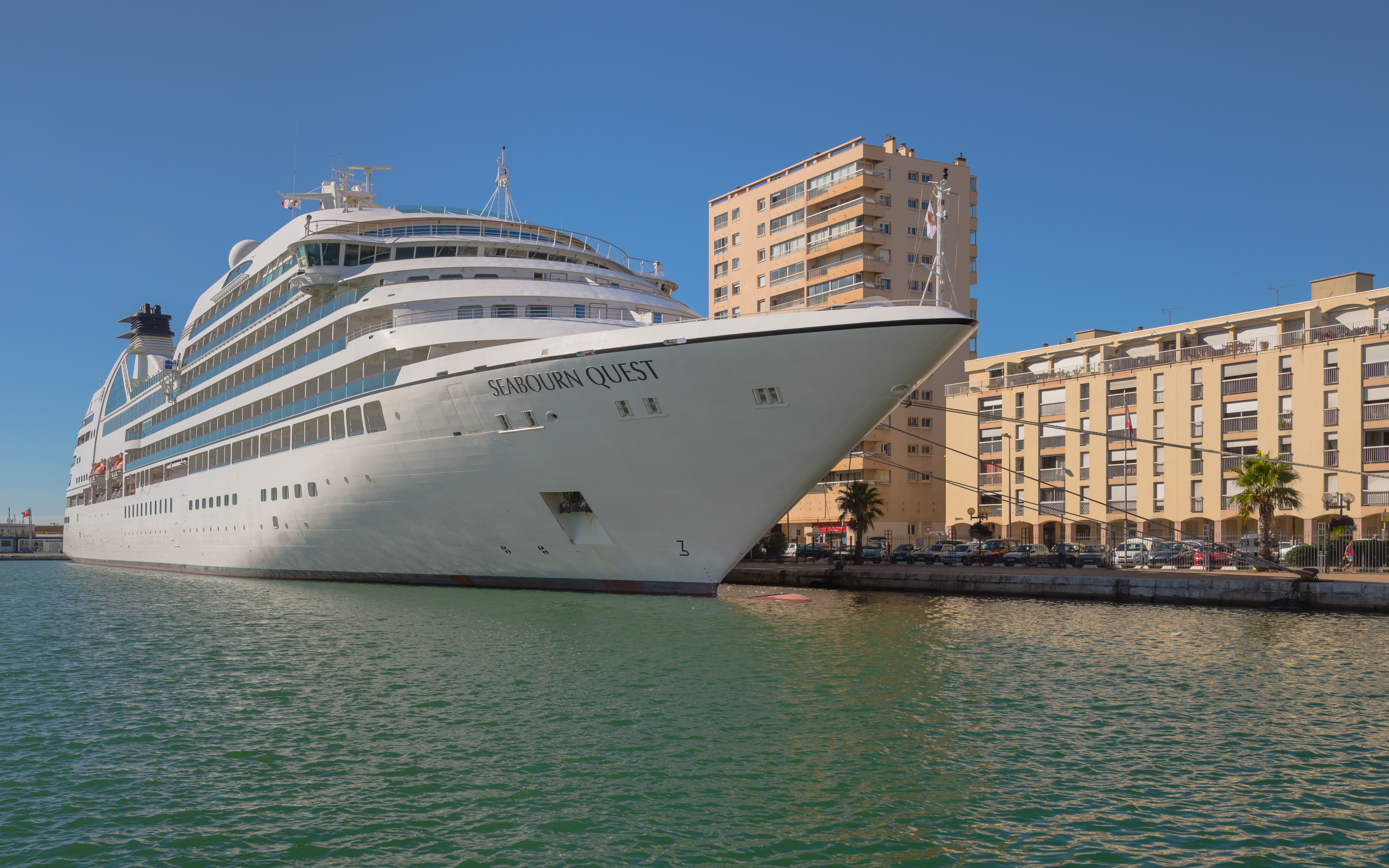
La Seabourn Quest a Sète

### Attuale
| Nave             | Anno di costruzione | Stazza lorda | Cantiere navale di costruzione |                                                                  |
| ---------------- | ------------------- | ------------ | ------------------------------ | ---------------------------------------------------------------- |
| Seabourn Sojourn | 2010                | 32.346 GT    | T. Mariotti                    | venduta a Mitsui OSK Lines, rimarrà in flotta fino a giugno 2026 |
| Seabourn Quest   | 2011                | 32.348 GT    | T. Mariotti                    |                                                                  |
| Seabourn Encore  | 2016                | 41.865 GT    | Fincantieri                    |                                                                  |
| Seabourn Ovation | 2018                | 41.865 GT    | Fincantieri                    |                                                                  |
| Seabourn Venture | 2022                | 23.000 GT    | T. Mariotti                    |                                                                  |
| Seabourn Pursuit | 2023                | 23.000 GT    | T. Mariotti                    |                                                                  |

### Del passato
| Nave                | Anno di costruzione | Cantiere navale di costruzione | In servizio per Seabourn Cruise Line | Stazza lorda | Note |
| ------------------- | ------------------- | ------------------------------ | ------------------------------------ | ------------ | --- |
| Seabourn Goddess I  | 1984                | Wärtsilä Helsinki Shipyard     | 1999-2001                            | 4.253 t      | Venduta a SeaDream Yacht Club e ribattezzata SeaDream I.                                                    |
| Seabourn Goddess II | 1985                | Wärtsilä Helsinki Shipyard     | 1999-2001                            | 4.253 t      | Venduta a SeaDream Yacht Club e ribattezzata SeaDream II.                                                   |
| Seabourn Sun        | 1988                | Wärtsilä Marine Perno Shipyard | 1999-2002                            | 38.848 t     | Venduta a Holland America Line e ribattezzata Prinsendam, poi a Phoenix Reisen che l'ha ribattezzata Amera. |
| Seabourn Pride      | 1988                | Schichau Seebeckwerft          | 1989-2014                            | 9.975 t      | Venduta a Windstar Cruises e ribattezzata Star Pride.                                                       |
| Seabourn Spirit     | 1988                | Schichau Seebeckwerft          | 1989-2015                            | 9.975 t      | Venduta a Windstar Cruises e ribattezzata Star Breeze.                                                      |
| Seabourn Legend     | 1992                | Schichau Seebeckwerft          | 1995-2015                            | 9.975 t      | Venduta a Windstar Cruises e ribattezzata Star Legend.                                                      |
| Seabourn Odyssey    | 2009                | T. Mariotti                    | 2009 - 2024                          | 32.346 t     | Venduta a Mitsui OSK Lines (MOL) ribattezzata Mitsui Ocean Fuji                                             |